# Улица Чистова
Улица Чисто́ва — улица, расположенная в Юго-Восточном административном округе города Москвы на территории района Текстильщики.

## История
Название улицы было утверждено 23 декабря 1975 года. Названа в честь Я. Я. Чистова (1886—1919) — руководителя боевой дружины депо Люблино, Курской железной дороги. До этого времени улица носила название «3-я улица посёлка Текстильщики» (3-я улица Текстильщиков), утверждённое в 1948 году.

## Расположение
Улица Чистова начинается от Люблинской улицы, идёт на восток и упирается в Волжский бульвар. По ходу движения пересекает улицу Артюхиной, улицу Малышева и 7-ю улицу Текстильщиков. Параллельна улице Шкулёва и улице Юных Ленинцев.

## Примечательные здания и сооружения

### по нечётной стороне
- Дом 15/15 — Центральная библиотека № 42 Информационный интеллект-центр.
- Дом 23А — Детский сад № 1374.

### по чётной стороне
- Дом 10А — Детский сад № 1030[3].

## Транспорт

### Автобус
- 228: «Саратовская улица» — Метро «Текстильщики» — улица Чистова — Метро «Волжская» — Метро «Люблино» — «Улица Головачёва».
- 713: Метро «Марьино» — Метро «Братиславская» — Метро «Волжская» — улица Чистова — «Волжский бульвар» (от Волжского бульвара до 7-й улицы Текстильщиков).
- С9: Капотня — 68-я городская больница (от Волжского бульвара до 7-й улицы Текстильщиков).

### Метро
- Станции метро «Печатники» Люблинско-Дмитровской линии и «Печатники» Большой кольцевой линии (соединены переходом) — в 1,16 км на юго-запад от пересечения с Люблинской улицей.
- Станция метро «Волжская» Люблинско-Дмитровской линии — в 800 м на юг от пересечения с Волжским бульваром.

### Железнодорожный транспорт
- Платформа «Печатники» Курского направления МЖД — в 560 м на юго-запад от пересечения с Люблинской улицей.